# 上野毛站
上野毛站（日语：／ Kaminoge eki */?）是位於東京都世田谷區上野毛一丁目，屬於東急電鐵大井町線的鐵路車站。車站編號是OM14。

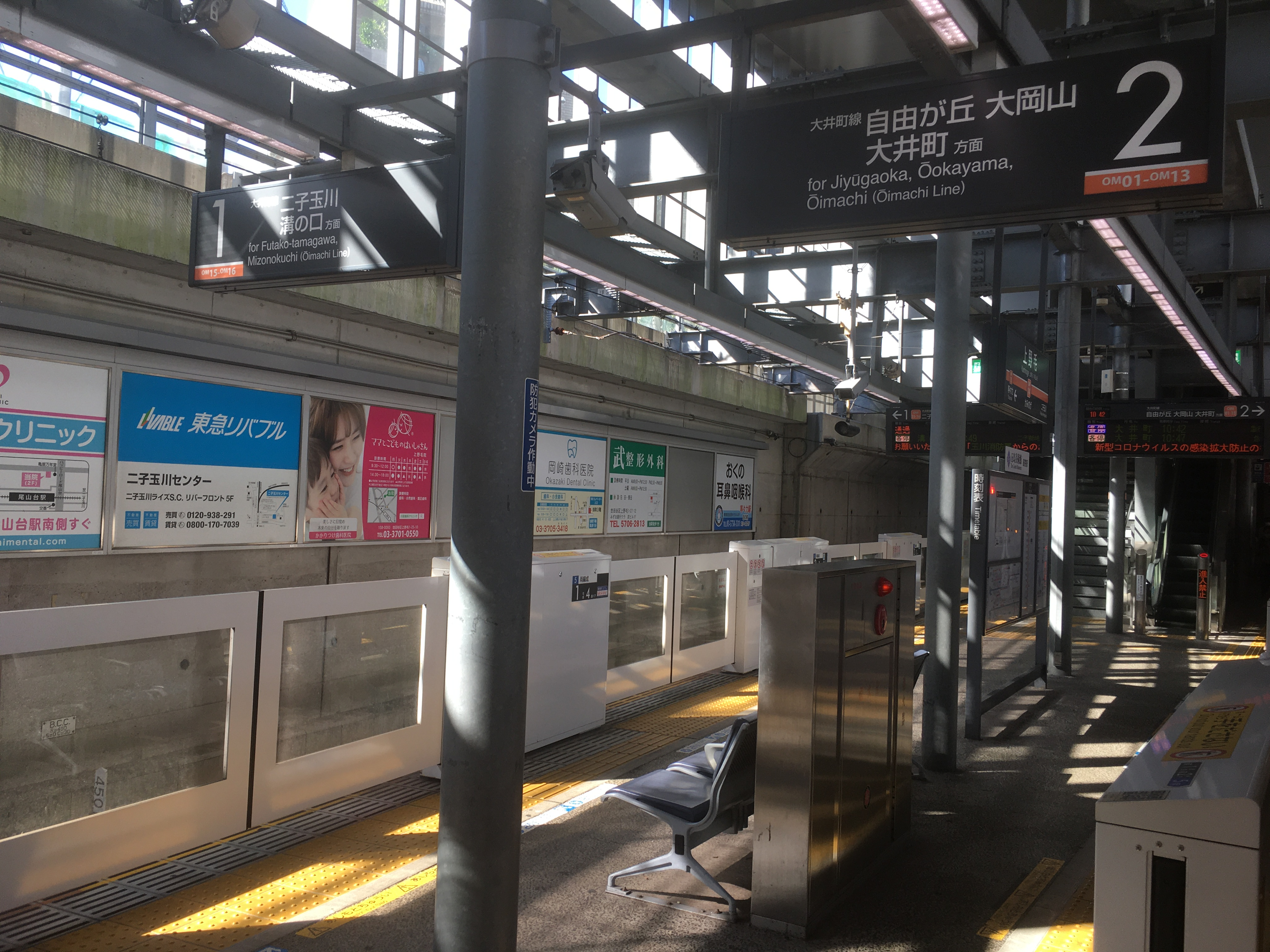
月台(2021年11月)

## 歷史
- 1929年（昭和4年）11月1日：開業[1]。
- 1999年（平成11年）：設置自動驗票閘門。
- 2006年（平成18年）6月 - 改良工程動工。
- 2007年（平成19年）12月20日 - 新站房啟用[3]。
- 2008年（平成20年）
  - 1月 - 上行待避線完成。
  - 3月28日 - 大井町線急行開始運行。平日早晚尖峰時刻上行急行在本站超越各站停車。
- 2010年（平成22年）12月18日 - 舊站房重啟。
- 2011年（平成23年）3月 - 改良工事完工[4]。

## 構造
本站是土塹式1面3線島式月台地面車站。上行線（大井町方向）設有通過線。部分各站停車在本站待避急行通過。

### 站房
線路土塹上方有「上野毛通」陸橋「不動橋」。安藤忠雄設計的站房位於不動橋兩側，其屋頂相連。2棟站房的出口位於不動橋兩側，稱為「正面口」與「北口」，兩站房二樓有商店，北口站房後側是自行車停車場。舊站房位於現在北口位置。

### 月台配置
| 月台 | 路線     | 方向 | 目的地                     |
| ---- | -------- | ---- | -------------------------- |
| 1    | 大井町線 | 下行 | 二子玉川、溝之口方向       |
| 2    | 大井町線 | 上行 | 自由丘、大岡山、大井町方向 |

（來源：東急電鐵:車站構內圖（页面存档备份，存于））

### 站房改良工程

#### 舊站房、改建工程

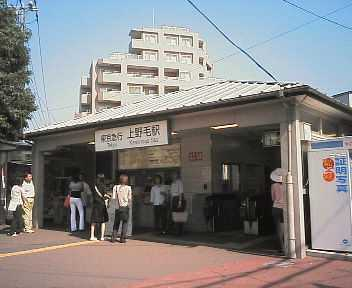
2007年12月以前使用的舊站房（2005年9月）

2006年6月至2011年3月，車站進行站房改建工程，最初預定在2008年9月完工。舊站房位於現在北口位置，沒有無障礙設施，廁所也在付費區外。2007年12月20日，新站房（現在的正面口）啟用，設有電扶梯、電梯、廁所。舊站房也拆除重建。2010年12月18日，北口站房重新啟用。

#### 設置上行通過線
與站房改良工程同時，為了大井町線運行急行，2008年1月設置上行線（大井町方向）通過線，同年3月28日改點起啟用。
原先待避設備要設於地下化的等等力站。但該站由於環境影響評估造成開工大幅延後，加上該地周邊發起反對運動，地下化工程未能動工。另外，為了減緩田園都市線人潮，2007年度（2008年3月28日 - ）大井町線開始運行急行，必須設置待避設備。因此決定先在本站設置上行通過線。
依據現行班表，本站平日早晚尖峰時刻上行急行會在本站超越各站停車。即使大井町線上行急行列車不需超越各站停車，依然行駛通過線。此外，上行通過線等等力站方向的轉轍器是都內少見的可動式岔心。
未來等等力站地下化工程完工後，各站停車待避將改至該站進行，但本站維持原線路配置。

## 使用情況
2016年度1日平均上下車人次為22,427人。
近年1日平均上下車人次與上車人次如下表。
| 年度               | 1日平均 上下車人次 | 1日平均 上車人次 | 來源     |
| ------------------ | ------------------ | ---------------- | -------- |
| 1956年（昭和31年） |                    | 5,432            | [ * 1 ]  |
| 1957年（昭和32年） |                    | 6,229            | [ * 2 ]  |
| 1958年（昭和33年） |                    | 6,848            | [ * 3 ]  |
| 1959年（昭和34年） |                    | 7,448            | [ * 4 ]  |
| 1960年（昭和35年） | 16,007             | 8,098            | [ * 5 ]  |
| 1961年（昭和36年） | 17,100             | 8,566            | [ * 6 ]  |
| 1962年（昭和37年） | 17,706             | 8,866            | [ * 7 ]  |
| 1963年（昭和38年） | 17,950             | 9,037            | [ * 8 ]  |
| 1964年（昭和39年） | 18,412             | 9,253            | [ * 9 ]  |
| 1965年（昭和40年） | 18,855             | 9,537            | [ * 10 ] |
| 1966年（昭和41年） | 19,134             | 9,668            | [ * 11 ] |
| 1967年（昭和42年） | 19,489             | 9,894            | [ * 12 ] |
| 1968年（昭和43年） | 19,686             | 10,061           | [ * 13 ] |
| 1969年（昭和44年） | 19,984             | 10,104           | [ * 14 ] |
| 1970年（昭和45年） | 21,805             | 10,989           | [ * 15 ] |
| 1971年（昭和46年） | 21,286             | 10,787           | [ * 16 ] |
| 1972年（昭和47年） | 21,180             | 11,011           | [ * 17 ] |
| 1973年（昭和48年） | 21,678             | 11,304           | [ * 18 ] |
| 1974年（昭和49年） | 21,225             | 11,034           | [ * 19 ] |
| 1975年（昭和50年） | 21,564             | 11,006           | [ * 20 ] |
| 1976年（昭和51年） | 21,382             | 10,927           | [ * 21 ] |
| 1977年（昭和52年） | 21,158             | 10,828           | [ * 22 ] |
| 1978年（昭和53年） | 21,716             | 10,981           | [ * 23 ] |
| 1979年（昭和54年） | 21,268             | 10,638           | [ * 24 ] |
| 1980年（昭和55年） | 20,561             | 10,422           | [ * 25 ] |
| 1981年（昭和56年） | 19,111             | 9,695            | [ * 26 ] |
| 1982年（昭和57年） | 18,661             | 9,401            | [ * 27 ] |
| 1983年（昭和58年） | 18,587             | 9,394            | [ * 28 ] |
| 1984年（昭和59年） | 18,829             | 9,532            | [ * 29 ] |
| 1985年（昭和60年） | 19,168             | 9,780            | [ * 30 ] |
| 1986年（昭和61年） | 19,470             | 9,882            | [ * 31 ] |
| 1987年（昭和62年） | 18,085             | 9,771            | [ * 32 ] |
| 1988年（昭和63年） | 19,018             | 9,849            | [ * 33 ] |
| 1989年（平成元年） | 19,415             | 9,804            | [ * 34 ] |
| 1990年（平成02年） | 19,859             | 10,154           | [ * 35 ] |
| 1991年（平成03年） | 20,033             | 10,381           | [ * 36 ] |
| 1992年（平成04年） | 19,884             | 10,350           | [ * 37 ] |
| 1993年（平成05年） | 19,976             | 10,344           | [ * 38 ] |
| 1994年（平成06年） | 19,952             | 10,273           | [ * 39 ] |
| 1995年（平成07年） | 19,566             | 10,134           | [ * 40 ] |
| 1996年（平成08年） | 19,779             | 10,129           | [ * 41 ] |
| 1997年（平成09年） | 19,686             | 10,060           | [ * 42 ] |
| 1998年（平成10年） | 19,277             | 9,758            | [ * 43 ] |
| 1999年（平成11年） | 19,584             | 9,987            | [ * 44 ] |
| 2000年（平成12年） | 20,005             | 9,944            | [ * 45 ] |
| 2001年（平成13年） | 19,857             | 9,836            | [ * 46 ] |
| 2002年（平成14年） | 19,785             | 9,793            | [ * 47 ] |
| 2003年（平成15年） | 20,055             | 9,936            | [ * 48 ] |
| 2004年（平成16年） | 19,965             | 10,077           | [ * 49 ] |
| 2005年（平成17年） | 20,411             | 10,309           | [ * 50 ] |
| 2006年（平成18年） | 20,566             | 10,374           | [ * 51 ] |
| 2007年（平成19年） | 20,826             | 10,567           | [ * 52 ] |
| 2008年（平成20年） | 21,065             | 10,636           | [ * 53 ] |
| 2009年（平成21年） | 21,042             | 10,606           | [ * 54 ] |
| 2010年（平成22年） | 21,116             | 10,649           | [ * 55 ] |
| 2011年（平成23年） | 20,830             | 10,550           | [ * 56 ] |
| 2012年（平成24年） | 21,273             | 10,779           | [ * 57 ] |
| 2013年（平成25年） | 21,962             | 11,121           | [ * 58 ] |
| 2014年（平成26年） | 22,062             | 11,136           | [ * 59 ] |
| 2015年（平成27年） | 22,364             |                  |          |
| 2016年（平成28年） | 22,427             |                  |          |

## 周邊
- 五島美術館
- 世田谷區役所（日语：世田谷区役所）上野毛社區營造出張所
- 東京都公文書館（日语：東京都公文書館）
- 玉川野毛町公園
  - 野毛大塚古墳
- 上野毛自然公園
- 世田谷上野毛郵便局
- 多摩美術大學上野毛校區
- 日本菓子專門學校（日语：日本菓子専門学校）
- 聖瑪麗國際學校（日语：セント・メリーズ・インターナショナル・スクール）
- 第三京濱道路（日语：第三京浜道路）玉川交流道

### 巴士路線
上野毛站（東急巴士）
- 上野毛通東向
  - 〈黑02〉 往目黑站
- 上野毛通西向（站前）
  - 〈黑02〉 往二子玉川站
- 上野毛通西向（環八西側）
  - 〈|玉21〉 往二子玉川站 ※週六日　
  - 〈玉11〉 往二子玉川站、多摩川站 ※出入庫系統，僅早晨
  - 〈玉35〉 世田谷3館Megloop　往美術館 ※2018年1月20日至12月9日的周六日
- 環八通南向
  - 〈園01〉 往田園調布站
- 環八通北向
  - 〈園01〉 往千歲船橋
  - 〈玉11〉 往瀨田營業所（日语：東急バス瀬田営業所） ※出入庫系統
  - 〈玉21〉 往東京醫療中心（日语：国立病院機構東京医療センター） ※週六日

## 相鄰車站
東急電鐵
 大井町線
■急行
通過
□各站停車（通過二子新地、高津）、■各站停車（停靠二子新地、高津）
等等力（OM13）－上野毛（OM14）－二子玉川（OM15）

## 延伸閱讀
- 宮田道一. . JTBパブリッシング. 2008-09-01. ISBN 9784533071669.

## 外部連結
- 上野毛（各站資訊） - 東急電鐵（日語）